# Агрополи

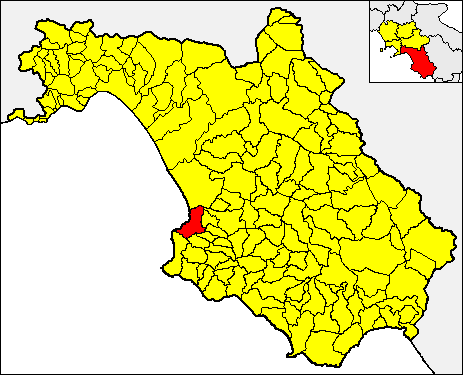
Расположение коммуны Агрополи в провинции Салерно

Агро́поли (итал. Agropoli) — город-порт на берегу Тирренского моря в итальянской провинции Салерно, в северной части национального парка Чиленто. Самый населённый город области Чиленто.

## История
Старый город расположен на высокой отвесной скале, выступающей в море. Это место было населено уже во времена неолита.
Первые укрепления возведены византийцами во время Византийско-готских войн (535—553 гг.) и играли стратегическую роль в течение 300 лет, в том числе и во время вторжения лангобардов.
В 882 году город был захвачен арабами, которые использовали его как опорный пункт при набегах на окрестные земли, вплоть до 915 года.
В дальнейшем, Агрополи входил во владения норманнских, а впоследствии и швабских, анжуйских и арагонских феодалов.
Затем, город стал важным морским портом, торгующим с Амальфи, Салерно и Сицилией.
В 1535 и 1542 годах город подвергался нападениям турецкого пирата Хайр-ад-Дина Барбароссы.
30 июня 1630 года жители Агрополи и окрестностей отразили очередное нападение турецких пиратов. В итоге, пиратам хотя и удалось захватить добычу в городе, пришлось, с большими потерями спасаться бегством.
В начале XIX века, во время наполеоновских войн, в Агрополи располагался французский гарнизон. Крепость в это время была дополнительно укреплена.

## Достопримечательности
- Захоронения византийского периода.
- Церковь святых апостолов Петра и Павла (593 г.).
- Церковь Марии Константинопольской (1583 г.).
- Средневековая крепость, построенная в XV веке на месте византийских укреплений, сооружённых в VI веке.
- Башня Святого Марка, входящая в систему обороны города.
- Башня Святого Франциска.

Покровителями города считаются святые апостолы Пётр и Павел. Праздник города празднуется ежегодно, 29 июня.